# Zinalrothorn
Lo Zinalrothorn (4.221 m s.l.m.) è una montagna delle Alpi Pennine che si trova nel Canton Vallese svizzero.

## Toponimo
Il toponimo deriva dal villaggio di Zinal, collocato a nord del monte e dalla parola tedesca rothorn che significa monte rosso. Al tempo della sua prima conquista era conosciuta localmente come Moming.

## Caratteristiche

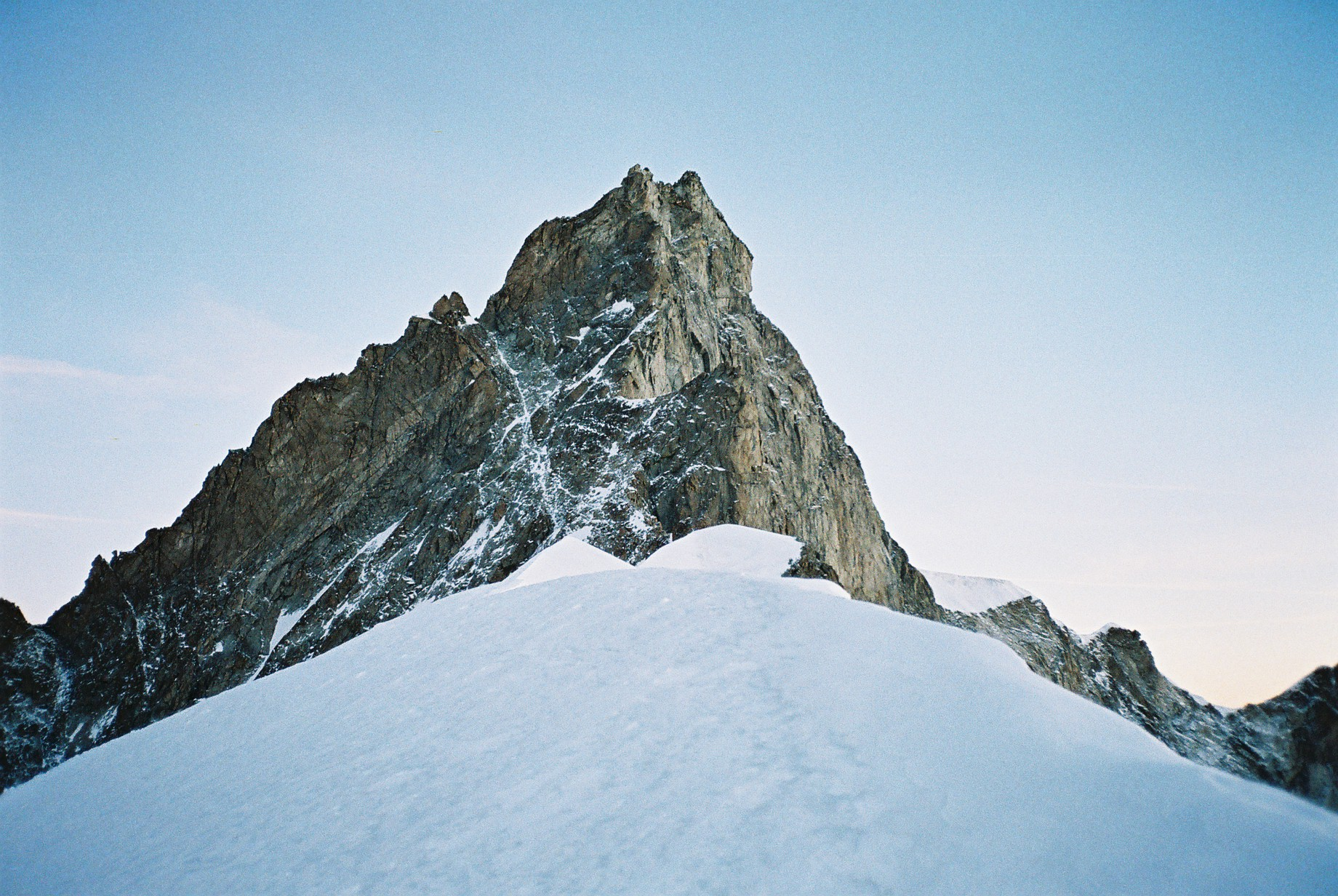
La vetta della montagna con la parte finale della cresta sud-est.

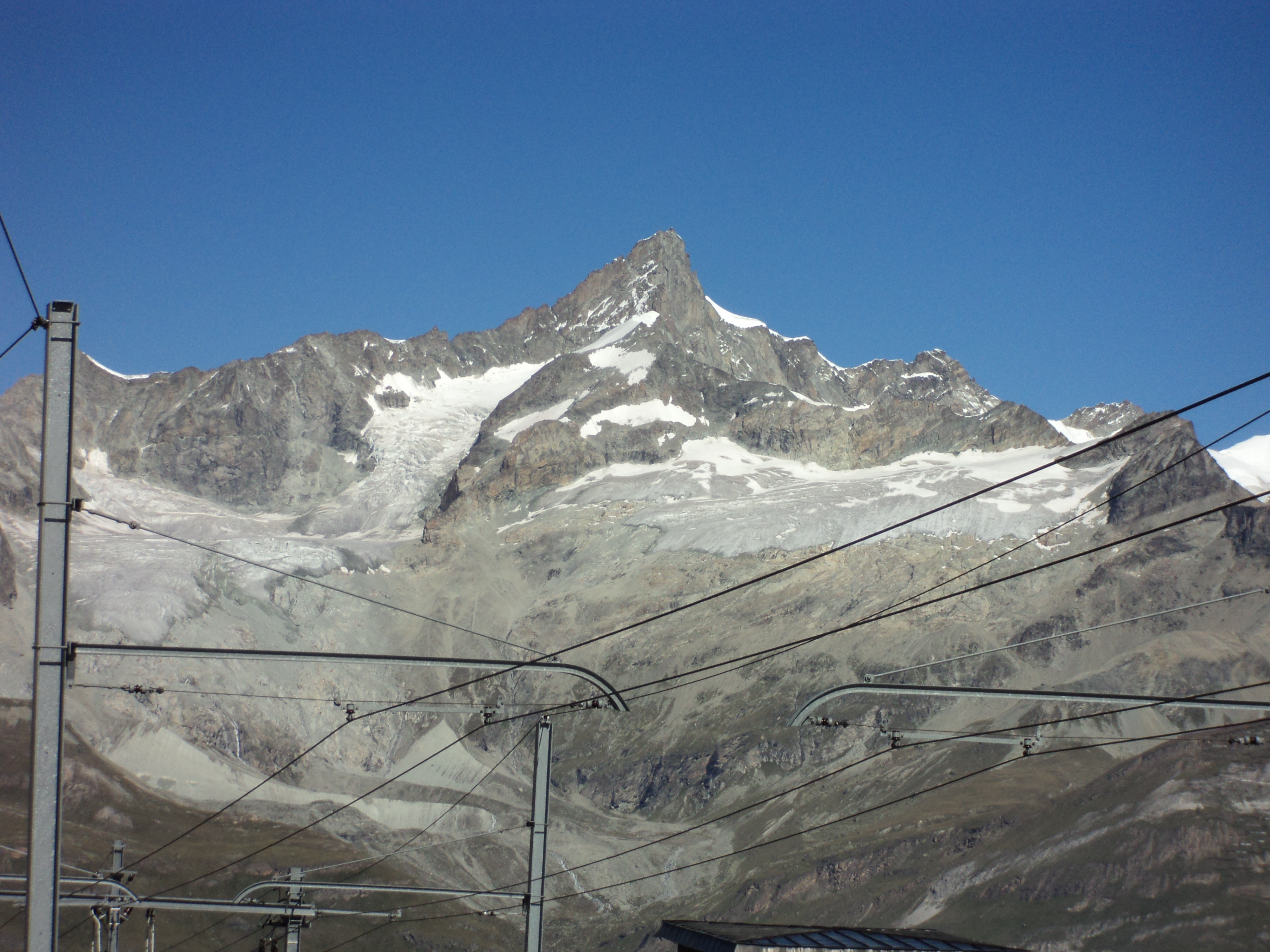
La montagna vista dalla Ferrovia del Gornergrat.

La montagna è collocata lungo la cresta che dall'Obergabelhorn sale a nord verso il Weisshorn. Si trova tra la Mattertal e la Valle di Zinal.
La montagna fa parte della cosiddetta corona imperiale, insieme di montagne che formano un ferro di cavallo: Les Diablons (3.609 m), il Bishorn (4.153 m), il Weisshorn (4.505 m), lo Schalihorn (3.974 m), lo Zinalrothorn (4.221 m), il Trifthorn (3.728 m), l'Obergabelhorn (4.062 m), il Mont Durand (3.712 m), la Pointe de Zinal (3.790 m), la Dent Blanche (4.356 m), il Grand Cornier (3.961 m), il Pigne de la Lé (3.396 m), la Garde de Bordon (3.310 m), ed al centro di questa gigantesca parabola il Monte Besso (3.667 m).
La montagna si presenta con la vetta leggermente storta dalla quale si dipartono tre creste principali: quella nord, quella sud-est e quella sud-ovest (detta Rothorngrat). Scendendo la cresta nord si incontra un'anticima particolarmente importante detta l'Épaule.
Il fianco orientale della montagna è ammantato dall'Hohlichtgletscher mentre da quello occidentale scende il Glacier du Mountet.

## Prime ascensioni
La prima ascensione alla vetta fu realizzata da Leslie Stephen e Florence Crauford Grove con le guide Jakob Anderegg e Melchior Anderegg da Zinal lungo la cresta nord il 22 agosto 1864.
Al 1933 risale la salita per la cresta sud-est da parte di Caspar Mooser, Émile-Robert Blanchet e Richard Pollinger.
Nel 1945 André Roch risale il versante est della montagna
Infine nel 1971 Paul Etter realizza la prima ascesa invernale del versante est.

## Vie di salita

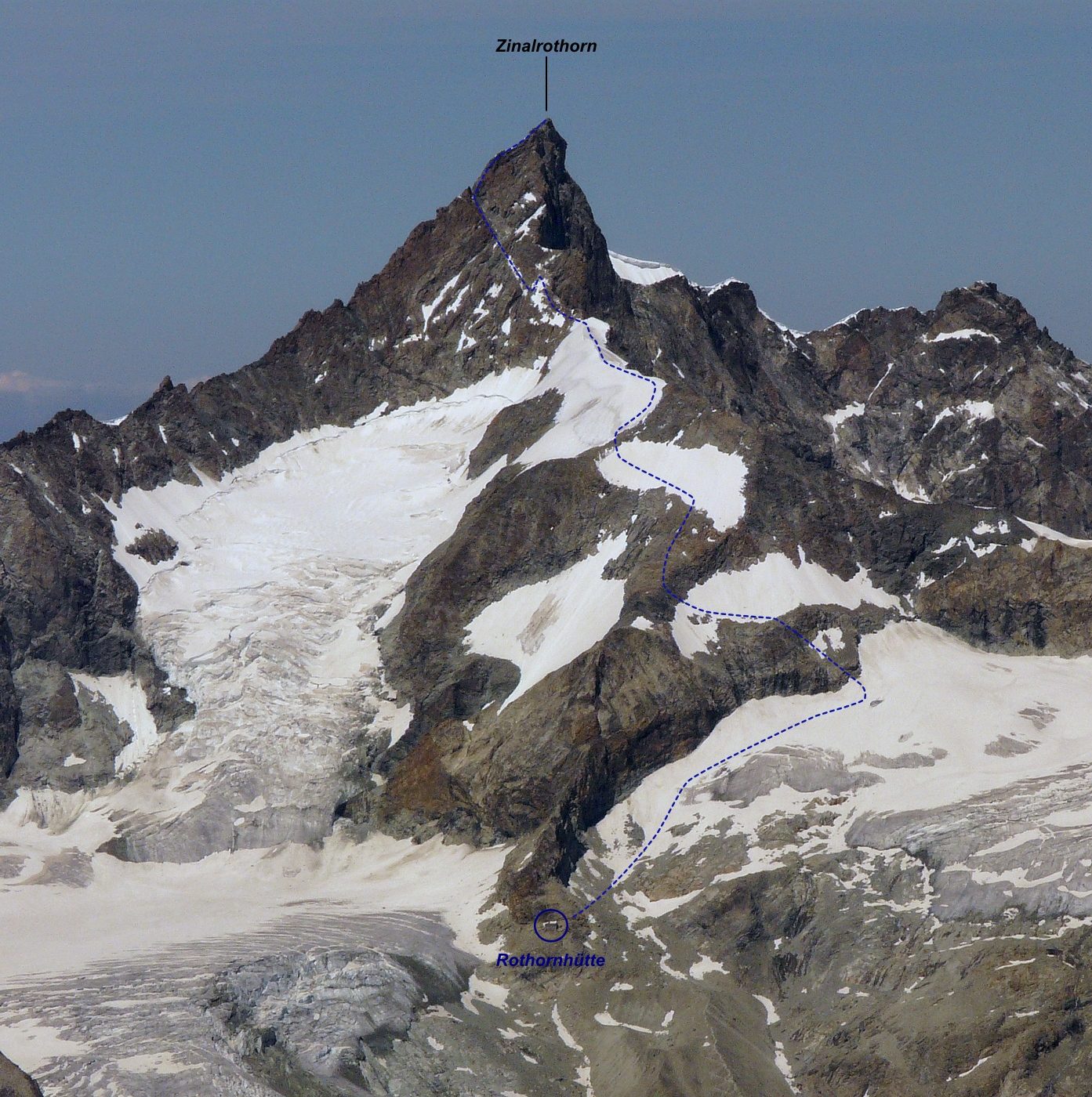
La cresta sud-est con indicazioni di percorso della via normale.

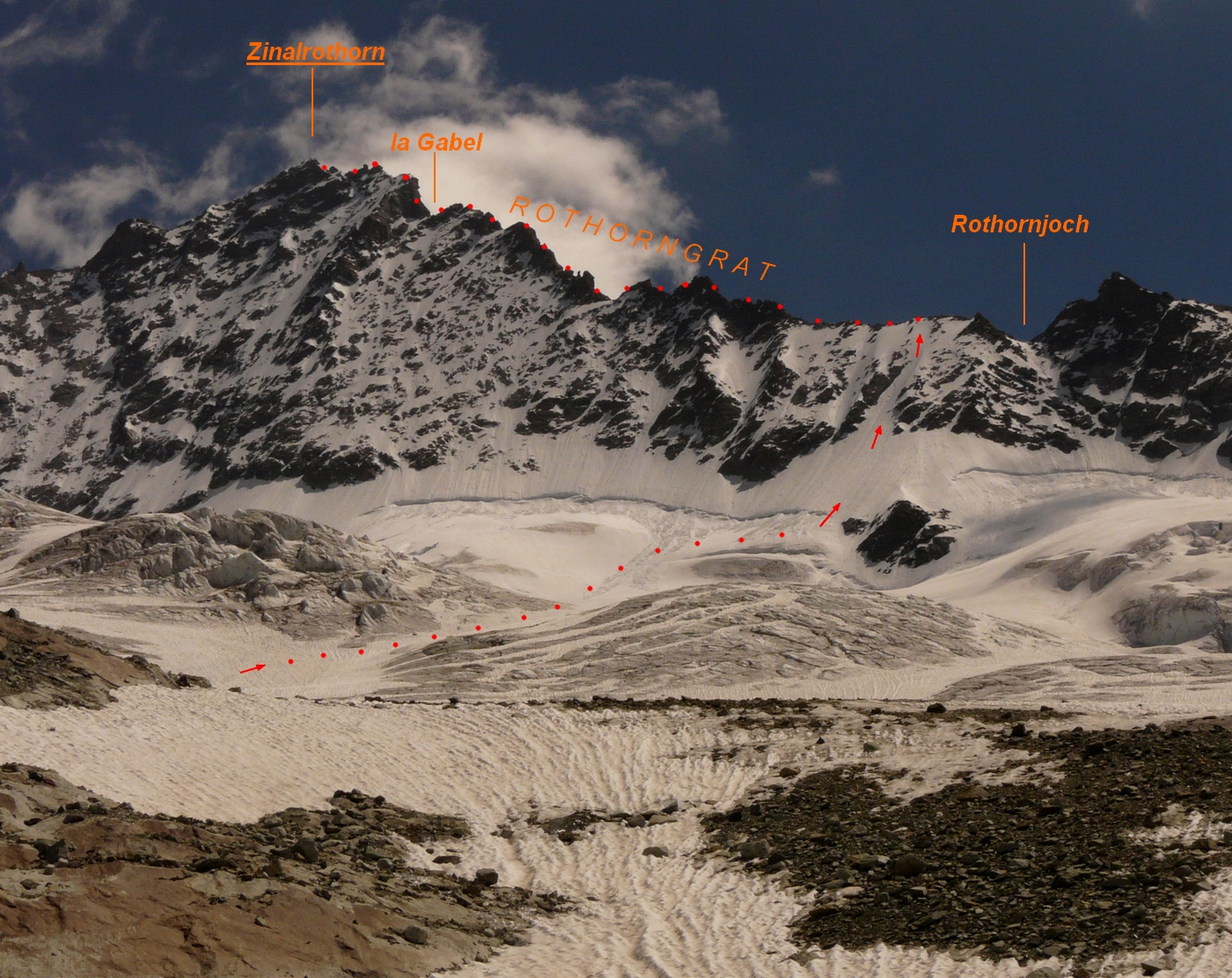
La salita della cresta sud-ovest (versante di Zinal) con indicazioni di percorso.

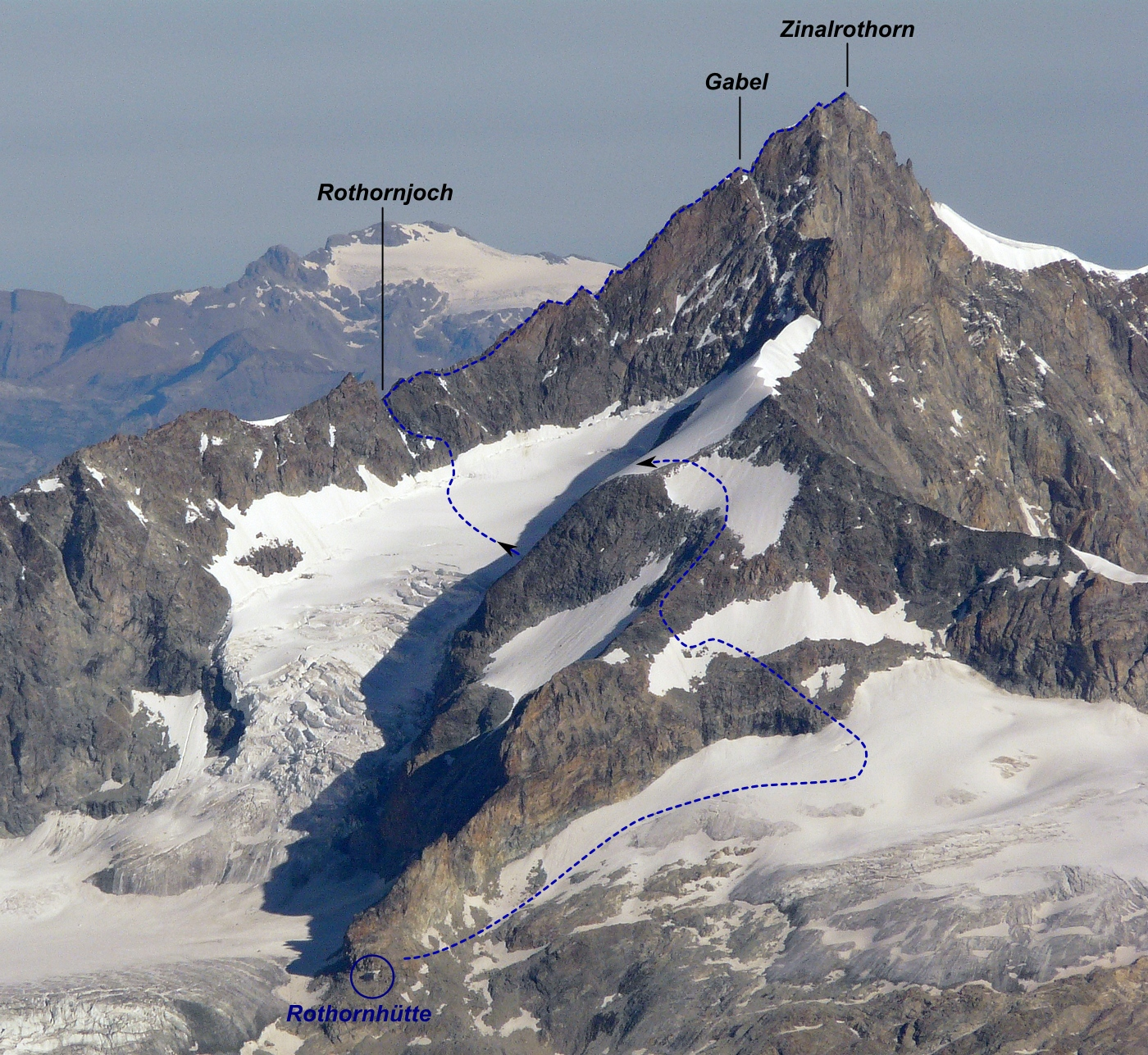
La salita della cresta sud-ovest (versante di Zermatt) con indicazioni di percorso.

La via normale di salita alla vetta parte dalla Rothornhütte che si trova nella valle di Zermatt a quota 3.198 m. Essa si sviluppa lungo la cresta sud-est e poi sul finale lungo quella sud-ovest. La valutazione globale della salita è AD-. Dal rifugio si punta verso nord mettendo piede sul Rothorngletscher mantenendosi sotto la parete rocciosa di sinistra. Si supera la parete nel canale più accessibile e poi si continua per rocce e neve fino alla cresta sud-est vera e propria. La si sale direttamente oppure ci si tiene sulla sinistra sulla neve fino al congiungimento di una cresta secondaria che sale alla destra.
Si continua per cresta fino a quando essa si impenna verso la vetta. Verso la quota dei 3.900 m si abbandona la cresta e si sale obliquamente il versante sud verso l'evidente canale che porta alla forcella Gabel lungo la cresta sud-ovest. Si risale poi questa cresta allontanandosi brevemente da essa di fronte ad un muro verticale ed incontrando così la placca Biner. Superato questo passaggio delicato si riprende la cresta e si raggiunge così la vetta.
La salita della cresta nord è valutata AD+. Essa inizia dalla Cabane du Grand Mountet. Dalla capanna si sale e poi si mette piede sul Glacier du Mountet. Lo si risale in direzione nord-est fino a raggiungere il colle che separa lo Zinalrothorn dal Blanc de Moming. Si risale la cresta nord fino all'Épaule du Zinalrothorn (4.017 m). Si continua poi la cresta superando vari gendarmi e risalti fino alla vetta.
La salita della cresta sud-ovest (Rothorngrat) è valutata D-. Essa può iniziare dalla Cabane du Grand Mountet (versante di Zinal) oppure dalla Rothornhütte (versante di Zermatt). Nel primo caso dalla Cabane du Grand Mountet si sale in direzione ovest passando il Glacier du Mountet e puntando verso il Rothornjoch. Per un canale si guadagna la cresta sud-ovest. Si percorre la cresta superando vari gendarmi e risalti. Alla forcella Gabel ci si congiunge con la via normale. Nel secondo caso partendo dalla Rothornhütte si segue per la prima parte la via normale verso la vetta. Arrivati all'altezza di 3.760 m si attraversa verso occidente per mettere piede sulla parte alta del Triftgletscher. Si attraversa il ghiacciaio in direzione del Rothornjoch e si sale al colle. Poi la salita continua come la descrizione precedente.